# Ahmad bin Hassan al-Asiri

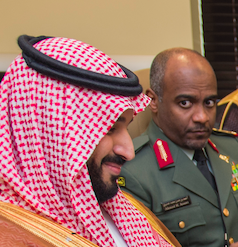
Ahmad Asiri (rechts) und Mohammed bin Salman (links)

Ahmad bin Hassan al-Asiri (arabisch أحمد بن حسن محمد عسيري, DMG Aḥmad b. Ḥasan Muḥammad ʿAsīrī) ist ein saudischer Generalmajor und ehemaliger Vizedirektor des saudischen Nachrichtendienstes al-Muchabarat al-'Amma.
Al-Asiri war bis zum 27. Juli 2017 Sprecher der Operation Decisive Storm und Operation Restoring Hope als Teil der Saudisch geführten Koalition in Jemen (siehe Militärintervention im Jemen seit 2015). Sein Nachfolger ist Turki Al-Malki.
Im April 2017 wurde der General zum Vizedirektor der Saudischen Geheimdienst berufen. Während seiner Amtszeit soll er eine geheime Einheit, welche in den Medien gemeinhin als „Tiger Team“ bekannt ist, aufgestellt haben, um verdeckte Spezialeinsätze durchzuführen. Der Vizedirektor wurde am 19. Oktober 2018, im Zusammenhang mit dem Tod von Jamal Khashoggi im Saudischen Konsulat in Istanbul, entlassen.